# Jey Uso
Joshua Samuel Fatu (născut pe 22 august 1985) este un wrestler american. El este semnat cu WWE, unde evoluează pe marca Raw sub numele de ring Jey Uso. Este un membru al familiei de luptători profesioniști samoani Anoaʻi.
Antrenat încă din copilărie de tatăl său, membrul WWE Hall of Fame Rikishi, Fatu a debutat în 2008, înainte de a se alătura WWE Florida Championship Wrestling (FCW) în 2010 și a luptat ca Jules Uso alături de fratele său geamăn, Jimmy, ca The Usos, unde au devenit FCW Florida Tag Team Champions. Au fost mutați în Main Roster mai târziu în acel an. În timp ce se aflau în Main Roster, au avut-o ca manager pe Tamina Snuka și pe soția lui Jimmy, Naomi. Din iulie 2021 până în iunie 2023, a făcut parte din echipa heel The Bloodline, cu liderul grupului Roman Reigns și frații săi Jimmy și Solo Sikoa.
În perioada în care a fost parte din The Usos, Fatu a câștigat premiul pentru a deține recordul pentru cea mai lungă domnie în echipe masculine din istoria WWE la 622 de zile, ceea ce a fost realizat în cea de-a cincea domnie cu WWE SmackDown Tag Team Championship. Ei sunt în general de opt ori campioni pe echipe în WWE, câștigând  WWE Raw Tag Team Championship de trei ori și câștigând Premiul Slammy pentru Tag Team of the Year atât în 2014, cât și în 2015. În 2017, au câștigat WWE SmackDown Tag Team Championship de trei ori, a urmat o a patra domnie în 2019 și a cincea domnie în 2021.
În calitate de wrestler single, Fatu a câștigat categoria Feud of the Year 2020 pentru disputa sa cu Roman Reigns de către CBS Sports și a câștigat în 2021 André the Giant Memorial Battle Royal. Mai târziu avea să câștige WWE Undisputedd Tag Team Championship cu Cody Rhodes, marcând a patra sa domnie cu Raw Tag Team Championship și a șasea domnie cu SmackDown Tag Team Championship. În septembrie 2024, a câștigat Centura Intercontinental WWE, primul său titlu simplu din cariera sa. Pe 1 februarie 2025, Fatu a câștigat Royal Rumble-ul.

## Titluri în WWE
- WWE
  - World Heavyweight Championship (1 dată, prezent)
  - WWE Intercontinental Championship (1 dată)
  - WWE Raw Tag Team Championship[a] (4 ori) – alături de Jimmy Uso (3) și Cody Rhodes (1)[b][1]
  - WWE SmackDown Tag Team Championship (6 ori) – alături de Jimmy Uso (5) și Cody Rhodes (1)[c][2]
  - Men's Royal Rumble (2025)
  - André the Giant Memorial Battle Royal (2021)[3]
  - WWE Intercontinental Championship #1 Contender Tournament (2024)[4]
  - Slammy Award (4 ori)
    - Echipa Anului (2014, 2015) – alături de Jimmy Uso[5][6]
    - Gruparea Anului (2025) - alături de Roman Reigns, Jimmy Uso și Sami Zayn formând The OG Bloodline
    - Cea mai mare Aură a Anului (2025)